# Случай с Мантеллом
Случай с Мантеллом — один из самых знаменитых случаев наблюдения НЛО, произошедший в США в штате Кентукки 7 января 1948 года. Инцидент привёл к тому, что погиб лётчик, 25-летний Томас Фрэнсис Мантелл-младший (англ. Thomas Francis Mantell Jr., род. 30 июня 1922 года, Франклин, Кентукки, США).
По мнению американского историка Дэвида Майкла Джейкобса, именно данный инцидент ознаменовал собой резкий сдвиг восприятия НЛО в обществе и правительстве США — отныне НЛО стали восприниматься не просто как что-то таинственное, но и как что-то потенциально опасное.

## Описание инцидента

### Сообщения о НЛО
7 января 1948 года в полицию г. Мейсвилла (Кентукки) приходили многочисленные телефонные звонки о наблюдении над городом объекта, подобного парашюту, около 75 метров в диаметре и отблёскивающего, как металл. В 13:15 комиссар полиции позвонил в военную авиабазу Годмен.

### Преследование НЛО
В 13:20 из Форт Нокса в Годмен Куинтоном Блакуэллом было получено сообщение о движущемся в их сторону неизвестном объекте диаметром около 75-90 метров (250—300 футов). В 13:35 радар центра управления полётами этой авиабазы выявил неопознанный объект, приближающийся к ней с юго-востока на высоте 3950 м.
Уже в 13:45 южнее Годмена был замечен в небе предмет, похожий на «шарик мороженого с красной верхушкой».
В 14:40 дежурный по аэродрому базы попросил поднять в воздух четыре истребителя P-51 Мустанг.
Официальный отчёт Министерства военно-воздушных сил:
«Три самолёта приблизились к предмету и сообщили, что он металлический и „огромных размеров“. Один из лётчиков сказал, что он „круглый, как слеза, и иногда кажется почти жидким“».
Достигнув высоты в 6700 м, два самолёта прекратили преследование и пошли на снижение. В 15:20 все самолёты, кроме одного, вернулись на базу Годмен.

### Мантелл
Командир звена капитан Томас Ф. Мантелл продолжал преследование и доложил, что преследуемый объект находится над ним и что объект движется вдвое медленнее его самолёта.
«Иду на сближение, чтобы лучше его рассмотреть. Он прямо передо мной и летит по-прежнему вдвое медленнее, чем я… Эта штука по виду металлическая и огромных размеров. Теперь она набирает высоту и идёт с такой же скоростью, как и я… то есть 360 миль в час. Поднимусь до высоты в 20 000 футов и, если не смогу сблизиться, прекращу преследование».
В 15:15 радиосвязь с Мантеллом оборвалась. Приблизительно через 8 минут самолёт, пилотируемый Клементсом, отправился с авиабазы Стандифорд на поиски самолёта Мантелла. Согласно официальному отчёту Министерства ВВС «он пролетел 100 миль к югу и на высоте 33 000 футов… но не обнаружил ничего».

### НЛО над Огайо
Официальный отчёт Министерства военно-воздушных сил:

В тот же день, примерно часа через два, на военно-воздушной базе Локборн в Колумбусе (штат Огайо) несколько человек наблюдали необычное небесное явление. По их словам, это был „круглый или овальный предмет, крупнее самолёта C-47; он летел в горизонтальном направлении со скоростью свыше 500 миль в час“. Более 20 минут они следили за этим предметом с локборнской наблюдательной вышки. Очевидцы утверждают, что он испускал сияние от белого цвета до янтарного, и за ним, словно выхлоп мотора, тянулся янтарный след в пять раз длиннее его самого. Он двигался, как лифт, вверх и вниз, и однажды, казалось, коснулся земли. Всё это было бесшумно. Потом предмет стал виден хуже и вскоре исчез за горизонтом.

## Расследование
Через несколько часов после прекращения радиосвязи  возле Форт-Нокса, в пяти милях от города Франклин, было найдено тело Томаса Мантелла вместе с обломками его самолёта (P-51D, серийный номер 44-63869). Самолёт упал на землю приблизительно в 15:45. По свидетельствам очевидцев, самолёт взорвался в воздухе, правое крыло находилось в 18 метрах (20 ярдах) от фюзеляжа. Нос и хвостовая часть самолёта находились подальше.
Выяснилось, что Мантелл погиб от удушья ещё до того, как его самолёт столкнулся с землёй. На высоте 6000 метров (20 000 футов), по официальной версии, он лишился сознания вследствие кислородного голодания, так как у него не было при себе кислородной маски. Из-за этого он и потерял управление самолётом. Наручные часы Мантелла остановились на 15:10.
Лётчик был похоронен на кладбище Закари-Тейлор.

## Предлагавшиеся версии

### Венера
Сразу в официальном заявлении ВВС утверждалось, что Мантелл погиб, преследуя Венеру. Однако последующая проверка[кем?] выявила, что высота и азимут Венеры 7 января 1947 г. (195°) не совпадает с такими же характеристиками неопознанного летающего объекта (215°).
Впоследствии уфолог Эдвард Руппельт, комментируя случай, писал, что сотрудники секретного проекта по изучению сообщений о НЛО «Сайн», «едва узнав о катастрофе и предвидя лавину запросов от прессы, <…> рассудили, что ответ должен быть дан незамедлительно. Несколькими неделями ранее одному истребителю P-51 уже случалось гнаться за Венерой, между двумя случаями имелось некоторое сходство. И ещё до того, как аварийно-поисковая группа добралась до места катастрофы, сорвалось это слово „Венера“, что вполне устраивало редакторов. В таком положении дело оставалось около года».
Объяснение с Венерой не объясняло ни реакцию на НЛО радара, ни внешнего его вида.

### Гало вокруг Солнца
Уфолог Дональд Мензел в журналах «Look», «Time» и в книге «О „летающих тарелках“» (англ. «Flying saucers», 1954) высказывал предположение, что Мантелл преследовал ложное солнце:

Несомненно, наблюдавшееся пятно света и было ложным солнцем, которое вызывается ледяными кристаллами в перистых облаках, расположенных на высоте, недоступной для самолёта Мантелла. Такое ложное солнце и гало (светящиеся круги) вокруг него создают эффект, подобный описанному выше. И, естественно, Мантелл никогда не смог бы приблизиться к преследуемому им предмету. Гнаться за ложным солнцем — это всё равно что гнаться за радугой. Она помчится от вас с той же скоростью, с какой двигаетесь вы сами. Иногда удаляющееся световое пятно покажется вам разноцветным, а иногда — серебристым.

### Аэрозонд
В 1985 году, после того, как версия о погоне за Венерой не была принята общественностью, ВВС США выдвинули версию о том, что Мантелл погиб, преследуя аэрозонд с разведывательным оборудованием. Данная версия является официальным объяснением до настоящего времени. Утверждалось, что несколько таких зондов было втайне запущено с базы Кемп-Рипли (Миннесота) и летали над несколькими штатами. Их размеры составляли 135 м в длину и 30 м в поперечнике. В корзинах их находилось оборудование для прослушивания радиосообщений. Однако, если принять эту версию, остаётся непонятным, как аэрозонд мог двигаться с такой большой скоростью и тем более менять её. Кроме того, зонд, напоминающий аэростат, мог быть легко идентифицирован пилотами ВВС. Мантелл, будучи обычным пилотом ВВС, не мог знать о секретной программе ВМС Skyhook по запуску высотных зондов.